# 安娜·玛丽亚·阿尔伯盖蒂
安娜·玛丽亚·阿尔伯盖蒂（義大利語：Anna Maria Alberghetti，1936年5月15日—），女，意大利和美国演员。曾获得托尼奖最佳音乐剧女主角。